# Alibi (Roman)
Alibi (Originaltitel: The Murder of Roger Ackroyd, früherer deutscher Titel: Roger Ackroyd und sein Mörder) ist der sechste Kriminalroman von Agatha Christie. Er erschien zuerst bei William Collins & Sons im Juni 1926 im Vereinigten Königreich und am 19. Juni 1926 bei Dodd, Mead and Company in den USA.
Dieser Roman begründete ihren Weltruf, hatte er doch mit seinem speziellen Ende einen bedeutenden Einfluss auf das gesamte Genre. Es ist eines ihrer bekanntesten, aber auch umstrittensten Werke. In der Kurzbiografie, die auf allen derzeit im Vereinigten Königreich herausgegebenen Büchern steht, wird der Roman als ihr Meisterstück bezeichnet.
Der Schriftsteller Howard Haycraft bezeichnete den Roman in seinem Werk Murder for Pleasure: The Life and Times of the Detective Story (1941) als einen „Eckpfeiler“ der einflussreichsten Kriminalromane, die jemals geschrieben worden sind.
Der ermittelnde Detektiv ist Hercule Poirot. Caroline Sheppard, die Schwester des in der Ich-Form erzählenden Arztes, zeichnet Agatha Christie hier als eine Vorstufe für ihre spätere Hobby-Detektivin Miss Marple. Es ist der einzige Roman mit Hercule Poirot, der den belgischen Meisterdetektiv auf dem englischen Land Wohnsitz nehmen lässt. Nach diesem Abenteuer hat er vom Landleben genug und kehrt dauerhaft nach London zurück.

## Handlung
Der Roman spielt in dem fiktiven Dorf King’s Abbott in England. Er wird ausschließlich aus der Ich-Perspektive von Dr. James Sheppard erzählt, der im Laufe der Ermittlungen Poirots Assistent wird (eine Rolle, die in verschiedenen anderen Poirot-Romanen Captain Arthur Hastings übernimmt). Die Geschichte beginnt mit dem Tod der reichen Witwe Mrs. Ferrars, von der man erzählt, dass sie ihren Mann umgebracht haben soll. Anfänglich hält man ihren Tod für einen Selbstmord, bis auch Roger Ackroyd, ein Witwer, der die Absicht hatte, Mrs. Ferrars zu heiraten, und an ihrem Selbstmord zweifelte, ermordet wird. Die Verdächtigen: Mrs. Cecil Ackroyd, Rogers neurotische und hypochondrische Schwägerin, die große Schulden durch extravagante Ausgaben angehäuft hat; ihre Tochter Flora; Major Blunt, ein Großwildjäger; Geoffrey Raymond, Ackroyds Sekretär; Ralph Paton, Ackroyds Stiefsohn, auch mit großen Schulden; Parker, ein versnobter Butler, und Ursula Bourne, ein Hausmädchen mit einer ungewissen Vergangenheit, das am Tage des Mordes seine Stelle kündigte.
Der erste Verdächtige ist Ralph, der mit Flora verlobt und bereit ist, das Vermögen seines Stiefvaters zu erben. Es gibt einige kritische Punkte, die für Ralph als Täter sprechen. Poirot, der gerade in das Dorf gezogen ist, wird von Flora gebeten, zu ermitteln. Zunächst ist Poirot nicht begeistert: Eigentlich hatte er sich zurückziehen und nur noch der Kürbiszucht widmen wollen. Nach und nach geraten alle Bewohner unter Verdacht.
Das Buch endet mit einer beispiellosen Wendung der Handlung: Nachdem Poirot alle anderen von Verdächtigungen freisprechen kann, bleibt als Letzter nur noch Dr. Sheppard übrig, der nicht nur der Assistent von Poirot ist, sondern auch der Ich-Erzähler des Romans.
Aus Sheppards letzten Eintragungen in seinem Tagebuch erfährt man dann die Wahrheit – dieses letzte Kapitel ist nicht nur sein Geständnis, sondern auch sein Abschiedsbrief. Sein Motiv: Er war der Erpresser von Mrs. Ferrars gewesen. Ihr Verlobter Ackroyd musste sterben, damit Sheppard nicht auffliegt. Am Ende kündigt der Täter seinen Selbstmord an.

## Personen inAlibi
- Hercule Poirot – der berühmte, pensionierte belgische Detektiv
- Roger Ackroyd – ein Landadeliger, verzweifelt über den kürzlichen Tod seiner Geliebten, Mrs. Ferrars
- Mrs. Cecil Ackroyd – Mr. Ackroyds verwitwete Schwägerin
- Flora Ackroyd – Mr. Ackroyds Nichte und Mrs. Cecil Ackroyds Tochter
- Ralph Paton – Mr. Ackroyds Stiefsohn, oft auch als sein „Adoptivsohn“ bezeichnet
- Ursula Bourne – Mr. Ackroyds Hausmädchen, vor kurzem gekündigt
- Major Hector Blunt – Großwildjäger, Roger Ackroyds Freund und Hausgast
- Geoffrey Raymond – Mr. Ackroyds Sekretär
- John Parker – Mr. Ackroyds Butler
- Elizabeth Russell – Mr. Ackroyds Haushälterin
- Charles Kent – Elizabeth Russells Sohn, drogensüchtig
- Dr. James Sheppard – der Arzt und Erzähler der Geschichte
- Caroline Sheppard – Dr. Sheppards unverheiratete Schwester
- Mrs. Ferrars – stirbt ganz am Anfang des Buches

## Kritiken
Die Kritik im Times Literary Supplement vom 10. Juni 1926 beginnt: „Das ist ein gut geschriebener Detektivroman, für den es vielleicht nur einen Kritikpunkt gäbe: Es gibt zu viele kuriose Vorfälle, die mit dem Verbrechen nicht wirklich etwas zu tun haben und die erst aufgeklärt werden müssen, bevor der eigentliche Verbrecher entdeckt werden kann.“ Die Kritik gibt einen kurzen Abriss der Handlung und schließt: „Es ist sehr verzwickt, aber der große Hercule Poirot, ein pensionierter belgischer Detektiv, löst das Geheimnis. Es kann mit Sicherheit behauptet werden, dass das nur wenige Leser auch können.“
In The New York Times Book Review erschien am 18. Juli 1926 eine lange Kritik: „Es gibt zweifellos eine Menge von Detektivromanen, die spannender und blutrünstiger sind als The Murder of Roger Ackroyd, aber der Kritiker hat bisher nur wenige gelesen mit solchem analytischen Reiz. Diese Geschichte steht in der Tradition der Erzählungen von Edgar Allan Poe und Sherlock Holmes, wenn sie auch den besten von ihnen unterlegen ist. Die Autorin widmet ihr Talent nicht der Schaffung von Nervenkitzel und Schocks, sondern der ordentlichen Lösung eines einzigen Mordes, dazu noch ganz konventionell … Miss Christie ist nicht nur eine exzellente Technikerin und bemerkenswerte Geschichtenerzählerin, sondern es gelingt ihr auch, gerade im richtigen Maß Hinweise auf den wirklichen Mörder zu geben. In dem aktuellen Fall ist seine Identität vor allem deshalb verblüffend, weil die Autorin seine Rolle in der Geschichte technisch klug zugeschnitten hat; aber ihre zurückhaltende Charakterzeichnung sorgt doch dafür, dass es ein faires Spiel bleibt. Der erfahrene Leser wird den Mörder möglicherweise erraten, aber man kann sicher davon ausgehen, dass er im Laufe der Geschichte häufig zweifeln wird.“
The Observer vom 30. Mai 1926 sagt: „Niemand ist geschickter als Miss Christie in der Manipulation von falschen Spuren, Unbedeutsamkeiten und Ablenkungsmanövern; und The Murder of Roger Ackroyd ist für atemloses Lesen gut – von der ersten Seite bis zum unerwarteten Ende. Es ist unglücklich, dass zwei wichtige Punkte – die Art der Lösung und die Verwendung des Telefons – von einem anderen kürzlich erschienenen Roman vorweggenommen wurden: Doch die Wahrheit ist, dass dieses Feld schon so gut gepflügt ist, dass es schwierig ist, Neuland zu finden. Aber Miss Christies Geschichte unterscheidet sich von den meisten ihrer Klasse durch ihre Kohärenz, ihre Vernünftigkeit und die Tatsache, dass die Personen leben, sich bewegen und ihre eigene Existenz haben: Die klatschliebende Caroline wäre für jeden Roman eine Bereicherung.“
Laura Thompson, Christies Biografin, schrieb: „The Murder of Roger Ackroyd ist der größte, der ultimative Kriminalroman. Er beruht auf der elegantesten aller Wendungen – der Erzähler stellt sich als der Mörder heraus. Diese Wendung hat nicht nur eine Funktion in der Handlung: Sie reißt das gesamte Konzept der Kriminalerzählung aus der Verankerung und gibt ihr eine neue, blendende Form. Es war keine völlig neue Idee …, es war nicht ganz ihre eigene Idee …, aber sie erkannte, dass es sich lohnt, diese Idee umzusetzen. Und nur sie konnte sie so perfekt umsetzen. Nur sie hat die Kontrolle über die Requisiten, die Bereitschaft, sich von der Autorenszene fernzuhalten und die Handlung klar scheinen zu lassen.“

## Film-, Fernseh-, Hörspiel- und Theateradaptionen

### Alibi (Theaterstück)
Das Buch bildete die Basis für die allererste Adaption eines Werkes von Christie für die Bühne. Es wurde von Michael Morton dramatisiert und hatte am 15. Mai 1928 am Prince of Wales Theatre in London Premiere. Es lief in 250 Vorstellungen mit Charles Laughton in der Rolle des Poirot. Christie besuchte gemeinsam mit ihrem Hund Peter die Proben und fand die „Neuheit“ durchaus angenehm. Durch die vielen Änderungen am Stück fühlte sie sich aber angespornt, von nun an eigene Bühnenfassungen ihrer Romane und sogar eigene Stücke zu schreiben.
Ihr erstes eigenes Theaterstück war dann 1930 Black Coffee.
Laughton spielte die Rolle des Poirot auch in der Broadway-Produktion mit dem Titel The Fatal Alibi, das am 8. Februar 1932 Premiere hatte. Die amerikanische Produktion war nicht so erfolgreich wie die britische und lief nur 24 Vorstellungen.

### Alibi (Film)
Das Bühnenstück wurde in den ersten Tonfilm adaptiert, der jemals auf der Basis eines Werks von Christie gedreht wurde. Er wurde am 28. April 1931 von den britischen Twickenham Film Studios veröffentlicht, produziert von Julius S. Hagan. Austin Trevor spielte den Poirot, eine Rolle, die er in diesem Jahr noch einmal übernahm – in der filmischen Adaption von Christies Bühnenstück von 1930 Black Coffee.
Adapter: H. Fowler Mear

Director: Leslie Hiscott
Austin Trevor als Hercule Poirot

Franklin Dyall als Sir Roger Ackroyd

Elizabeth Allan als Ursula Browne

J.H. Roberts als Dr. Sheppard

John Deverell als Lord Halliford

Ronald Ward als Ralph Ackroyd

Mary Jerrold als Mrs. Ackroyd

Mercia Swinburne als Caryll Sheppard

Harvey Braban als Inspector Davis

### “Campbell Playhouse” Radio-Adaptation
Orson Welles adaptierte den Roman für ein einstündiges Radiohörspiel für die Episode vom 12. November 1939 des Campbell Playhouse. Welles sprach sowohl Dr. Sheppard als auch Hercule Poirot.
Adapter: Howard Koch und Wyllis Cooper

Producer: John Houseman

Director: Orson Welles
Besetzung:

Orson Welles als Hercule Poirot und Dr. Sheppard

Edna May Oliver als Caroline Sheppard

Alan Napier als Roger Ackroyd

Brenda Forbes als Mrs. Ackroyd

Mary Taylor als Flora

George Coulouris als Inspector Hamstead

Ray Collins als Mr. Raymond

Everett Sloane als Parker

### Deutsche Hörspiele von 1951 und 1956
Nachdem das Hörspiel unter dem Titel Das Alibi im Jahre 1951 erstmals von Radio Saarbrücken produziert und ausgestrahlt wurde, kam es fünf Jahre später mit genau gleicher Besetzung beim NDR zu einer Neuproduktion. Diesmal unter dem Titel Der Mord an Roger Ackroyd oder: Alibi.
- Bearbeitung (Wort): Lotte Schickel
- Regie: Dieter Traeger (nur bei der 1956er Produktion); Wolfgang Schwade

Besetzung:
- Charles Regnier: Dr. Sheppard
- Joseph Offenbach: Poirot
- Hans Paetsch: Roger Ackroyd
- Holger Hagen: Raimonds
- Josef Dahmen: Parker
- Herbert Steinmetz: Inspektor
- Liselotte Willführ: Caroline
- Inge Stolten: Flora

Veröffentlichung: CD-Edition: Der Hörverlag 2011(In der Sammlung Agatha Christie: Vier Hörspiele)

### Agatha Christie’s Poirot
The Murder of Roger Ackroyd wurde am 2. Januar 2000 vom britischen Sender ITV als Spezialfolge in der Serie Agatha Christie’s Poirot ausgestrahlt. Der Film hat eine Länge von 103 Minuten.
In dieser Adaption ist Japp – nicht Sheppard – Poirots Assistent, was dazu führt, dass Sheppard einfach nur ein weiterer Verdächtiger ist. Allerdings bleibt der Bericht von Dr. Sheppard ein wesentlicher Bestandteil der Erzählung und integraler Bestandteil der Handlung. Der Film weicht aber auch an der Stelle vom Roman ab, als Sheppard Parker mehrmals mit seinem Auto überfährt.
Adapator: Clive Exton

Director: Andrew Grieve
Besetzung:

David Suchet als Hercule Poirot

Philip Jackson als Chief Inspector Japp

Oliver Ford Davies als Dr. Sheppard

Selina Cadell als Caroline Sheppard

Roger Frost als Parker

Malcolm Terris als Roger Ackroyd

Nigel Cooke als Geoffrey Raymond

Daisy Beaumont als Ursula Bourne

Flora Montgomery als Flora Ackroyd

Vivien Heilbron als Mrs. Ackroyd

Gregor Truter als Inspector Davis

Jamie Bamber als Ralph Paton

Charles Early als Constable Jones

Rosalind Bailey als Mrs. Ferrars

Charles Simon als Hammond

Graham Chinn als Landlord

Clive Brunt als Naval petty officer

Alice Hart als Mary

Philip Wrigley als Postman

Phil Atkinson als Ted

Elizabeth Kettle als Mrs. Folliott

## Publikationsgeschichte

### Hintergrund
Christie schrieb 1977 in ihrer Autobiografie, die Grundidee für diesen Roman stamme von ihrem Schwager James Watts. Dieser hatte in einem Gespräch gesagt, es sei eine gute Idee, wenn der Verbrecher doch mal Dr. Watson wäre, das heißt der Erzähler der Geschichte. Christie hielt das für einen bemerkenswert originellen Gedanken.
Im März 1924 erhielt Christie einen Brief von Lord Mountbatten, der ihr, beeindruckt von ihren früheren Werken, vermittelt durch das Sketch-Magazine (in dem in dieser Zeit die meisten ihrer Kurzgeschichten erschienen), eine ähnliche Idee vorschlug. Christie konnte sich für die Idee begeistern und nach einigen Gedanken und Planungen begann sie mit dem Schreiben, entwickelte die Handlung aber auf ihre Weise.
Im Dezember 1969 schrieb Mountbatten ein zweites Mal an Christie, nachdem er eine Aufführung von Die Mausefalle gesehen hatte. Er erinnerte sie an seinen Brief aus den 1920er-Jahren und in ihrer Antwort erkannte Christie seinen Anteil an der Konzeption des Buches an.

### Wichtige deutschsprachige und englischsprachige Ausgaben
- 1926 Erstausgabe UK William Collins and Sons (London), Juni 1926
- 1926 Erstausgabe USA Dodd Mead and Company (New York), Juni 1926
- 1928 Deutsche Erstausgabe unter dem Titel: Roger Ackroyd und sein Mörder: Übersetzung aus dem Englischen von Irene Kafka: München: Drei Masken Verlag[14]
- 1937 Überarbeitung und neuer Titel: Alibi (Roger Ackroyd und seine Mörder) Bearbeitung von Friedrich Pütsch: Bern; Leipzig; Wien: Goldmann Verlag[15]
- 2014 Neuübersetzung unter dem Titel: Alibi von Michael Mundhenk; Hamburg: Atlantik

Die allererste Veröffentlichung des Romans ist jedoch ein 54-teiliger Fortsetzungsroman in der London Evening News von Donnerstag, den 16. Juli bis Mittwoch, den 16. September 1925 unter dem Titel Who Killed Ackroyd? (Wer tötete Ackroyd?). So wie bei der Serienfassung von The Man in the Brown Suit (Der Mann im braunen Anzug) gab es kleinere Änderungen, vor allem am Anfang der einzelnen Teile, so findet man statt „Er tat irgendetwas …“ nun „Poirot tat irgendetwas …“. Die Hauptveränderung betrifft die Einteilung der Kapitel, die Serienfassung hat vierundzwanzig Kapitel gegenüber siebenundzwanzig des Buches.
Auch in den USA gab es eine Serienfassung: In der Wochenzeitung Flynn’s Detective Weekly erschien der Roman in vier Teilen vom 19. Juni (Volume 16, Number 2) bis zum 10. Juli 1926 (Volume 16, Number 5). Der Text wurde stark gekürzt und enthielt unsignierte Illustrationen.
Die Erstausgabe von Collins von 1926 ist die erste Arbeit, die Christie in diesem Verlag publizierte. „Das erste Buch, das Agatha für Collins schrieb, war das eine, was ihre Reputation für immer verändert hat; kein Zweifel, dass sie schon 1925 wusste, das Buch nur in ihrem Kopf, dass sie einen Sieger hatte.“ Bis zum heutigen Tag sind die Nachfolger des Verlages – HarperCollins – die Verleger von Christies Werk im Vereinigten Königreich.

## Widmung
Christies Widmung lautet:
„Für Punkie, die einen orthodoxen Kriminalroman liebt, mit Mord und Leichenschau und dass der Verdacht wirklich auf jeden fällt!“
„Punkie“ ist der familiäre Spitzname von Agathas älterer Schwester Margaret („Madge“) Frary Watts (1879–1950). Obwohl es einen Altersunterschied von elf Jahren zwischen den Schwestern gab, blieben sie sich ein Leben lang eng verbunden. Eigentlich gehört Agathas Mutter die Ehre, sie zum Schreiben gebracht zu haben: Indem sie sie aufforderte, gegen die Langeweile bei einer Krankheit eine Geschichte zu schreiben, hat auch Madge einen Anteil daran. Agatha hatte mit ihr gewettet, sie könne eine Geschichte im Stil von Gaston Leroux’ Das Geheimnis des gelben Zimmers  (1907) schreiben, deren Lösung Madge nicht erraten könne. Fast acht Jahre später, 1916, erinnerte sich Agatha an dieses Gespräch und schrieb unter der Verwendung ihres während des Krieges angeeigneten pharmazeutischen Wissens ihren ersten Roman Das fehlende Glied in der Kette.

## Literarische Referenzen
Pierre Bayard, französischer Literaturprofessor und Autor, ermittelt in Qui a tué Roger Ackroyd? (Wer tötete Roger Ackroyd?) in Agatha Christies Mordfall Ackroyd noch einmal und schlägt eine alternative Lösung vor: Er setzt sich für einen anderen Mörder ein und unterstellt, dass auch Christie wusste, wer der wahre Schuldige ist.
Der britische Autor Gilbert Adair schrieb als Pastiche auf Agatha Christie den Roman The Act of Roger Murgatroyd (2006), deutsch Mord auf ffolkes Manor (ebenfalls 2006).

## Hörbücher
- 2003 Der Mord an Roger Ackroyd (2 Tonkassetten oder 3 CDs): mit der original Miss-Marple-Filmmelodie. Gelesen von Lambert Hamel. Regie: Caroline Neven du Mont. Gekürzte Fassung von Neville Teller. Aus dem Englischen von Tanja Handels: München: Der Hörverlag[20]

- 2006 Alibi (6 CDs): ungekürzte Lesung; Sprecher: Martin Maria Schwarz. Regie: Hans Eckardt: Marburg/Lahn: Verlag und Studio für Hörbuchproduktionen[21]

- 2013 Der Mord an Roger Ackroyd (1 MP3-CD): ungekürzte Lesung. Gelesen von Charly Hübner. Regie: Klaus Prangenberg. Aus dem Englischen von Friedrich Pütsch. München: Der Hörverlag[22]